# Giovanni Omboni
Giovanni Omboni (Abbiategrasso, 30 giugno 1829 – Padova, 1º febbraio 1910) è stato un geologo, paleontologo, naturalista accademico italiano.

## Biografia
Rimase orfano del padre Giuseppe, medico, in giovane età e crebbe solo con la madre, Giuseppa Carones. Nel 1847 si diplomò a Milano, successivamente iniziò gli studi matematici presso l'Università degli Studi di Pavia, dove si laureò nel 1852. Prese parte, nel 1848, alle Cinque Giornate di Milano. Durante gli anni universitari, iniziò ad appassionarsi agli studi geologici sotto la guida di Giuseppe Gabriele Balsamo Crivelli. Nel 1854 si trasferì a Parigi dove, frequentando le lezioni di studiosi illustri, approfondì la sua formazione nelle scienze naturali. Una volta tornato in Italia, iniziò ad insegnare scienze naturali in istituti privati e, insieme a Emilio Cornalia avviò la sezione mineralogico-geologica del Museo civico di storia naturale di Milano. Si applicò soprattutto allo studio delle formazioni geologiche della Sardegna e della Pianura Padana e alle tracce lasciate dalle antiche glaciazioni. Nel 1861 fu nominato membro della commissione per la Carta Geologica d'Italia.
Nel 1865 sposò Stefania Etzerodt, rappresentante del movimento per l'emancipazione della donna e conosciuta per le sue attività umanistiche. Omboni ne divenne convinto sostenitore nei progetti che la portarono a fondare il giardino froebeliano, la società contro l'accattonaggio, l'istituto per l'infanzia abbandonata e le cucine economiche. Nel 1869 fu chiamato a ricoprire la cattedra di mineralogia e geologia e come direttore del relativo gabinetto presso l'Università degli Studi di Padova. In quegli anni fu seriamente impegnato al riordino delle collezioni del Museo di Geologia e Paleontologia di Padova. Nel 1882 acquistò la collezione di Achille De Zigno e, dopo averla catalogata, la donò al Museo di Geologia e Paleontologia nel 1986. Fu tra i fondatori sia della Società Italiana di Scienze Naturali, ricoprendone lungamente la carica di segretario, sia della Società Geologica Italiana, di cui venne eletto presidente nel 1892. Dal 1902 ebbe come assistente Giorgio Dal Piaz, suo successore alla cattedra di geologia nel 1908.
Fu autore di numerosi manuali, in particolare per i ginnasi e gli istituti tecnici, fra i quali i quattro volumi degli Elementi di storia naturali, rispettivamente dedicati alla botanica, alla geologia, alla mineralogia e alla zoologia, e il più volte ristampato Manuale di storia naturale (che contò tredici edizioni, dal 1864 al 1902, con la variante del titolo in Gli esseri viventi). Si rese interprete anche di un tentativo in chiave divulgativo-popolare della geologia, in particolare con la pubblicazione del saggio Come s'è fatta l'Italia.

## Opere
- Elementi di storia naturale, voll. 4, Turati, Milano, 1852.
- Cenni sulla carta geologica della Lombardia, Vallardi, Milano, 1861.
- I ghiacciai antichi e il terreno erratico di Lombardia, in «Atti della Società Italiana di Scienze Naturali», vol. III, 1861, p. 70.
- Primi elementi di scienze naturali e d'igiene, Maisner, Milano, 1863 e succ.
- Manuale di Storia naturale, Maisner, Milano, 1864 e succ.
- Penne fossili del Monte Bolca, Antonelli, Venezia, 1865.
- Guida elementare per lo studio pratico della mineralogia, Maisner, Milano, 1868.
- Compendio di mineralogia e geologia, Maisner, Milano, 1871.
- Nota intorno a due antichi ghiacciai che hanno lasciato le loro tracce nei sette comuni, Antonelli, Venezia, 1876.
- Come s'è fatta l'Italia. Saggio di geologia popolare, Drucker & Tedeschi, Verona, 1876 (II ed. 1881).
- Il gabinetto di geologia della r. Universita di Padova, Tip. Gallina, Padova, 1898.
- Abrégé de la théorie de Darwin ou transformisme, appendice a L'homme fossile en Europe, H.Le Hon L.Schulz & Fils, Paris, 1878.